# Salix cathayana
Salix cathayana är en videväxtart som beskrevs av Friedrich Ludwig Diels. Salix cathayana ingår i släktet viden, och familjen videväxter. Inga underarter finns listade i Catalogue of Life.